# توبه (سوره)
سورهٔ توبه نهمین سوره قرآن است؛ ۱۲۹ آیه دارد و سوره‌ای مدنی است. مفسران بیشتر از ۱۰ نام برای این سوره ذکر کرده‌اند که از همه معروفتر برائت و توبه و فاضحه است. نام برائت به این دلیل انتخاب شده‌است که آغاز سوره سخن از اعلان برائت خداوند و پیامبر از مشرکان است. نام توبه به دلیل مباحث این سوره پیرامون توبه انتخاب شده و فاضحه نیز به این دلیل انتخاب شده که در آیاتی از این سوره اهداف منافقان آشکار شده‌است.
از نظر ترتیب زمانی، این سوره از آخرین سوره‌های قرآن است که از سال نهم هجرت و پیش از غزوه تبوک آغاز شده‌است و مربوط به زمان قدرت گرفتن مسلمانان در شبه‌جزیره عربستان است.
بخش‌هایی از سوره پیرامون لغو پیمان‌های مسلمانان با مشرکان به دلیل نقض آن، منافقان و توصیف آنان، جهاد، نکوهش اهل کتاب، زکات، انتقاد از مال اندوزی و ترغیب به تحصیل دانش است.
این سوره به دلیل آنکه با اعلام جنگ به دشمنان مسلمانان آغاز می‌گردد، با «بسم الله الرحمن الرحیم» شروع نمی‌شود. برخی نیز این سوره را ادامهٔ سورهٔ انفال می‌دانند و این نکته را دلیل آغاز نشدن سوره با «بسم‌الله الرحمن الرحیم» می‌دانند.

## نام‌ها
در نزد قرآن شناسان نام‌های متعددی برای این سوره گزارش شده‌است و پس از سوره‌های «حمد» و «اخلاص» دارای بیشترین تعداد نام سوره است. از جمله این قرآن شناسان؛ فیروز آبادی ۸ نام، طبرسی ۱۰ نام، زمخشری ۱۲ نام و آلوسی و ابن عاشور ۱۴ نام را همراه با علت نام‌گذاری در کتاب‌هایشان نام برده‌اند. طبق گزارش دائرة المعارف بزرگ اسلامی، مشهورترین این نام‌ها «برائت» و «توبه» است که برخی از مفسران نام اصلی سوره را «برائت» و نام دوم آن را «توبه» دانسته‌اند. «فاضحه» به معنی رسواگر، «مُبَعْثِرة» به معنای افشاگر و «بَحوث» کاوشگر؛ از نام‌های دیگر این سوره به‌شمار می‌آید. بقاعی علت نام‌گذاری سوره به نام‌های دیگر را بازگشت مفهوم همه این نام‌ها به نام اصلی سوره (برائت) می‌داند.

## محتوا و ساختار
بنا به گزارش دائرة المعارف اسلامی سوره توبه دارای ۱۲۹ آیه و ۲۴۹۷ کلمه و ۱۰۷۸۷ حرف است. از سوره‌های طوال قرآن و در ترتیب نزول آخرین سوره مدنی به‌شمار می‌آید. در ترتیب مصحف پیش از «سوره یونس» و پس از «سوره انفال» آمده‌است. برطبق گزارش برخی از روایات شأن نزول، آیاتی از سوره پیش از غزوه بدر در مکه نازل شده‌است و همچنین دو آیه پایانی سوره را برخی از مفسران مکی گزارش کرده‌اند. پرداختن به مسئله توبه و بیان نکات تربیت و هدایتی آن با توجه به تکرار فراوان واژه توبه در این سوره، محور موضوعی آن تلقی می‌شود. از عهد و روزگار پیامبر _ آیه ۱۲۲ سوره ـ به آیه نفر معروف بوده‌است. بر اساس این آیه علمای اسلام حکم وجوب کفایی مهاجرت گروهی از مسلمانان در هر زمان و در هر شهر از شهرهای اسلام به منظور فراگیری علوم اسلامی را استنباط کرده‌اند. همچنین تشکیل حوزه‌های علمیه اسلامی در ممالک گوناگون اسلامی بر مبنای این آیه در طول تاریخ بوده‌است.

## شأن نزول
آیات ابتدای سوره برائت در سال نهم هجری نازل شده‌است که در مضمون آن خداوند بیزاری خود را از مشرکان اعلام داشته‌است و به آنان اخطار نموده که پس از امسال دیگر حق نزدیک شدن به مسجدالحرام را نخواهند داشت. از آنجا که این پیام باید به مشرکان ابلاغ شود و مهلت الهی به آنان اعلام گردد، پیامبر اسلام در ابتدا به ابوبکر مأموریت داد تا به همراه چهل نفر از مسلمانان به مکّه اعزام شود و ضمن به جای آوردن مراسم حج، آیات سوره برائت را در جمع مشرکان بخواند؛ زیرا پس از فتح مکه در سال هشتم، هنوز قبایل مشرکی در نقاط دور عربستان وجود داشتند و آنان برای انجام طواف- به همان رسم جاهلیت- در ماه‌های حج به مکه وارد می‌شدند. ابوبکر پس از دریافت آیات سوره برائت به طرف مکه به راه افتاد. اما هنوز به منطقه ذوالحُلَیفه نرسیده بود که جبرئیل نازل شد و به پیامبر گفت: «لَا یُودّی عنکَ إلّا أنتَ أو رَجُل مِنک» یعنی: «کسی نمی‌تواند به جای تو دستور الهی را به مردم برساند؛ مگر خودت یا کسی که از تو باشد.» پیامبر پس از آمدن پیام جدید خداوند، به علی بن ابی‌طالب فرمان داد تا در پی ابوبکر روان شود و پس از دریافت آیات سوره برائت، به مکه رفته، آن را در جمع مشرکان قرائت کند. علی به راه افتاد و پس از دریافت این آیات از ابوبکر به مکه رهسپار شد و آیات آغازین سوره را در جمع مشرکان ابلاغ کرد. هنگامی که ابوبکر به مدینه مراجعت کرد و علت امر را جویا گردید. پیامبر به او گفت: «جبرئیل از جانب خدای عزوجل نازل شد و به من گفت: در عوض تو کسی نمی‌تواند تبلیغ رسالت کند؛ مگر خودت یا مردی که از تو باشد. و چون تنها علی از من است و من از اویم، لذا در عوض من کسی ادای رسالت نتواند کرد مگر علی». در مورد چگونگی انجام این مأموریت چنان‌که مورخان ذکر کرده‌اند: علی بن ابی‌طالب وارد مکه شد و در روز دهم ذی حجه بالای جمره عقبه، سیزده آیه از سوره برائت را قرائت کرد. سپس فرمان خداوند را که در این باره آمده بود را در جمع مشرکان بیان کرد: «از این سال به بعد هیچ مشرکی نباید وارد مکه شود و کسی هم نباید عریان به طواف خانه خدا رود. هر کس با پیامبر عهد و پیمانی دارد تا پایان مدتش بر آن عهد بماند.» پس از ابلاغ آیات سوره برائت و اتمام حجت‌های بعدی، مشرکان متوجه شدند که تنها چهار ماه فرصت دارند که نسبت به پذیرش اسلام تصمیم نهایی خود را بگیرند.

## فضیلت سوره
در روایات فضائل السور آمده‌است: در هنگام نزول این سوره مانند سوره اخلاص هفتاد هزار صف از فرشتگان آن را مشایعت کرده‌اند. بنا بر آنچه در تفسیر نمونه آمده‌است، روایتی از جعفر صادق گزارش شده‌است که هرکس دو سوره انفال و توبه را در هر ماه بخواند دچار نفاق نمی‌گردد و از پیروان راستین علی بن ابی‌طالب خواهد بود.